# La Femme du vent (chanson)
La Femme du vent est une chanson d'Anne Sylvestre sortie en 1962 dans l'album La Femme du vent.

## Historique
La Femme du vent sort dans le deuxième album d'Anne Sylvestre. Un tableau d'Oskar Kokoschka intitulé La Fiancée du vent (1913-1914) est le portrait de sa maîtresse Alma Mahler.

## Thématique
Cette chanson recourt au merveilleux en imaginant que la narratrice a pour amant le vent. Elle reprend « la très vieille croyance en la vertu fécondante du vent ». La mythologie grecque rapporte l'histoire d'Orithye enlevée par Borée, le vent du nord.
À travers l'histoire de cette femme qui a une aventure avec le vent et même un enfant, elle peut illustrer les amours éphémères (le vent s'en va), ainsi que le départ inévitable des enfants (son fils disparaît à son tour).

## Réception
Cette chanson est vue comme une chanson où l'amour s'affirme « contre les bienséances ».

## Reprise
Traduite en italien, cette chanson fait partie des chansons d'Anne Sylvestre reprises par Daisy Lumini dans son album La donna del vento: Daisy Lumini canta Anne Sylvestre (1972).